# The Fifth Element (игра)
The Fifth Element — компьютерная игра в жанре боевика, разработанная компанией Kalisto Entertainment и издана Sony Computer Entertainment в 1998 году сначала на PlayStation, а позже и на PC. Игра создана на основе одноимённого фильма.

## Геймплей
В игре игрок управляет Лилу и Корбеном, сражаясь против полиции и Мангалоров, а также Зорга и его головорезов. В игре 16 уровней/миссий. Короткие музыкальные композиции из фильма воспроизводятся по завершении определенных уровней.

## Критика
| Сводный рейтинг       | Сводный рейтинг | Сводный рейтинг |
| Издание               | Оценка          | Оценка          |
| Издание               | PC              | PS              |
| --------------------- | --------------- | --------------- |
| GameRankings          | 82 %            | 32 %            |
| Иноязычные издания    |                 |                 |
| Издание               | Оценка          | Оценка          |
| Издание               | PC              | PS              |
| AllGame               |                 | [ 3 ]           |
| EGM                   |                 | 2,1/10          |
| Game Informer         |                 | 7/10            |
| GamePro               |                 | [ 6 ]           |
| GameRevolution        |                 | F               |
| GameSpot              |                 | 2,4/10          |
| IGN                   |                 | 5/10            |
| OPM                   |                 | [ 10 ]          |
| PC Zone               | 82 %            |                 |
| Русскоязычные издания |                 |                 |
| Издание               | Оценка          | Оценка          |
| Издание               | PC              | PS              |
| «Игромания»           | [ 12 ]          |                 |

Игра получила в основном негативные отзывы о версии PlayStation, зато положительные отзывы получила версия для PC. GameRankings дала игре оценку 32 % для версии PlayStation (на основе 7 рецензий) и 82 % для PC версии (на основе 1 рецензий).
GameSpot дал игре 2.4 баллов из десяти, при этом рецензент назвал её «вполне вероятно худшей игрой, которую когда-либо играл». Game Revolution дал игре оценку «F», жалуясь на «Плохой дизайн уровня … скучные головоломки … они просто никогда не заканчиваются, но я не могу дальше их решать. Позвольте мне подвести итог, что „Пятый элемент“ просто не забавна». IGN дал игре пять баллов из десяти, заявив: «В общем, эта приключенческая-экшн игра делает то, что делают все другие игры в жанре, но ничуть не лучше». Единственные положительные отзывы были получены от GamePro, что дал игре три с половиной звезды из пяти и от Game Informer, который дал игре семь баллов из десяти, но заявил: «К сожалению, управление громоздкое, камера иногда прыгает и падает, а враги оказываются довольно тупыми. Однако если вам действительно понравится фильм, вы, вероятно, тоже захотите в неё сыграть».